# لیلا رابینز
لیلا رابینز (انگلیسی: Laila Robins؛ زادهٔ ۱۴ مارس ۱۹۵۹) بازیگر تئاتر، فیلم و تلویزیون آمریکایی است. او در فیلم‌های هواپیماها، قطارها و اتومبیل‌ها (۱۹۸۷)، مردی بی‌گناه (۱۹۸۹)، جرم واقعی (۱۹۹۹) و نگاه آسمانی (۲۰۱۵) ظاهر شده‌است. از آثار تلویزیونی او می‌توان به ایفای نقش در مجموعه‌های هوملند، کوانتینکو، فهرست سیاه، پسران و مردگان متحرک اشاره کرد. رابینز همچنین مدرس افتخاری اچ‌بی استودیو است.
رابینز نخستین حضور سینمایی خود را با کمدی هواپیماها، قطارها و اتومبیل‌ها (۱۹۸۷) تجربه کرد. او در این فیلم با استیو مارتین همبازی بود. سال‌های بعد، او در آثار مختلفی نظیر مردی بی‌گناه (۱۹۸۹)، به خانه خوش آمدید، راکسی کارمایکل (۱۹۹۰) و جرم واقعی (۱۹۹۹) به کارگردانی کلینت ایستوود ظاهر شد. رابینز به عنوان بازیگر مهمان در مجموعه‌های تلویزیونی نظم و قانون، نظم و قانون: واحد قربانیان ویژه، نظم و قانون: قصد جنایی، دیدبان سوم، سکس و سیتی، ۳۰ راک و همسر خوب به ایفای نقش پرداخت. او نقش جوانی لیویا سوپرانو، مادر تونی سوپرانو را در دو قسمت از مجموعۀ تلویزیونی اچ‌بی‌او، سوپرانوز به تصویر کشید. در سال ۲۰۱۴، رابینز در فصل چهار هوملند و از سال ۲۰۱۹ تا ۲۰۲۱ در فصل هفت فهرست سیاه حضور یافت. او در سال ۲۰۲۲، به جمع بازیگران مجموعۀ تلویزیونی مردگان متحرک پیوست.
رابینز با شرکت در برادوی، نمایش خانه‌های اجاره‌ای اثر جرج برنارد شاو (۲۰۰۶) را احیا کرد. او همچنین در نمایش‌های یخ‌زده اثر برایونی لاوری (۲۰۰۴) ، تخت گیاهان دارویی اثر پیتر ویلان (۱۹۹۸) و چیز واقعی اثر تام استاپارد (۱۹۸۵) برادوی ظاهر شد. چارلز ایشروود، منتقد نیویورک تایمز، او را «اغواکننده‌ترین بازیگر زن صحنه نیویورک» نامید. روبنیز برای هنرنمایی در تئانر برنده و نامزد دریافت جوایز متعددی شده‌است. افتخارات او شامل جایزۀ انجمن سهامداران بازیگران جو ای. کالوی برای تاجر ونیزی، جایزۀ دراما دسک بهترین گروه بازیگران برای شیرین و غمگین، جایزۀ جوزف جفرسون بهترین بازیگر زن برای اتوبوسی به نام هوس و نامزدی جایزۀ لوسیل لورتل بهترین بازیگر زن اصلی برای گلو درد و بهترین بازیگر مکمل برای یخ‌زده، جایزۀ هلن هیز بهترین بازیگر مکمل برای خانم کلاین و جایزۀ دراما لیگ است.

## زندگی‌نامه
رابینز در سینت پال، مینه‌سوتا از پدر و مادری آمریکایی-لتونیایی‌ به دنیا آمد. پدرش، شیمی‌دان محقق بود. رابینز سه خواهر دارد. او پس از فارغ‌التحصیلی از دانشگاه ویسکانسین–او کلر، در دانشگاه ییل شرکت کرد و مدرک کارشناسی ارشد هنرهای زیبا را دریافت کرد. رابینز از سال ۲۰۰۰ با رابرت کوچیولی، بازیگر تئاتر آمریکایی در رابطه است. آنها در نمایش مکبث تئاتر شکسپیر نیوجرسی با یکدیگر  همبازی بودند.

## فیلم‌شناسی

### فیلم
| سال  | عنوان                             | نقش             | یادداشت |
| ---- | --------------------------------- | --------------- | ------- |
| ۱۹۸۷ | هواپیماها، قطارها و اتومبیل‌ها     | سوزان پیج       |         |
| ۱۹۸۹ | مردی بی‌گناه                       | کیت رینوود      |         |
| ۱۹۹۰ | به خانه خوش آمدید، راکسی کارمایکل | الیزابت زکس     |         |
| ۱۹۹۹ | جرم واقعی                         | پاتریشا فایندلی |         |
| ۱۹۹۹ | اکسیژن                            | فرانسیس هانون   |         |
| ۲۰۰۶ | چوپان خوب                         | تادی آلن        |         |
| ۲۰۱۳ | ضربه مغزی                         | زن              |         |
| ۲۰۱۳ | عوارض جانبی                       | شریک بنکس       |         |
| ۲۰۱۵ | نگاه آسمانی                       | جیلیان گلدمن    |         |

### تلویزیون
| سال        | عنوان                           | نقش                 | یادداشت                |
| ---------- | ------------------------------- | ------------------- | ---------------------- |
| ۱۹۹۶       | نظم و قانون                     | دیانا               | قسمت: «غنیمت»          |
| ۱۹۹۹       | نظم و قانون: واحد قربانیان ویژه | الن تراویس          | قسمت: «یک زندگی تنها»  |
| ۲۰۰۱–۱۹۹۹  | سوپرانوز                        | جوانی لیویا سوپرانو |                        |
| ۲۰۰۰       | دیدبان سوم                      | شارون رینر          | قسمت: «سفر به هیمالیا» |
| ۲۰۰۱       | نظم و قانون: قصد جنایی          | کیت استرنمن         | قسمت: «دشمن درون»      |
| ۲۰۰۴       | سکس و سیتی                      | آدرا کلارک          | قسمت: «جنگ سرد»        |
| ۲۰۰۹       | ۳۰ راک                          | گلوریا              |                        |
| ۲۰۱۰       | همسر خوب                        | پیج                 | قسمت: «دختران بد»      |
| ۲۰۱۱       | مظنون                           | آنجا                | قسمت: «دشمن»           |
| ۲۰۱۴       | هوملند                          | مارتا بوید          | نقش اصلی               |
| ۲۰۱۷–۲۰۱۶  | کوانتیکو                        | کاترین ریچارزد      |                        |
| ۲۰۱۸       | آمستردام جدید                   | خانم ریلند          | قسمت: «هر لحظه»        |
| ۲۰۲۰–۲۰۱۹  | فهرست سیاه                      | کاترینا             |                        |
| ۲۰۱۹       | سرگذشت ندیمه                    | پاملا جوی           |                        |
| ۲۰۱۹–اکنون | پسران                           | گریس مالوری         |                        |
| ۲۰۲۲       | مردگان متحرک                    | پاملا میلتون        |                        |